# Sol M. Wurtzel
Pour les articles homonymes, voir Wurtzel.
Solomon Max Wurtzel, connu comme Sol M. Wurtzel, né le 12 septembre 1890 à New York (État de New York) et mort le 9 avril 1958 à Los Angeles (Californie), est un producteur de cinéma américain.

## Biographie

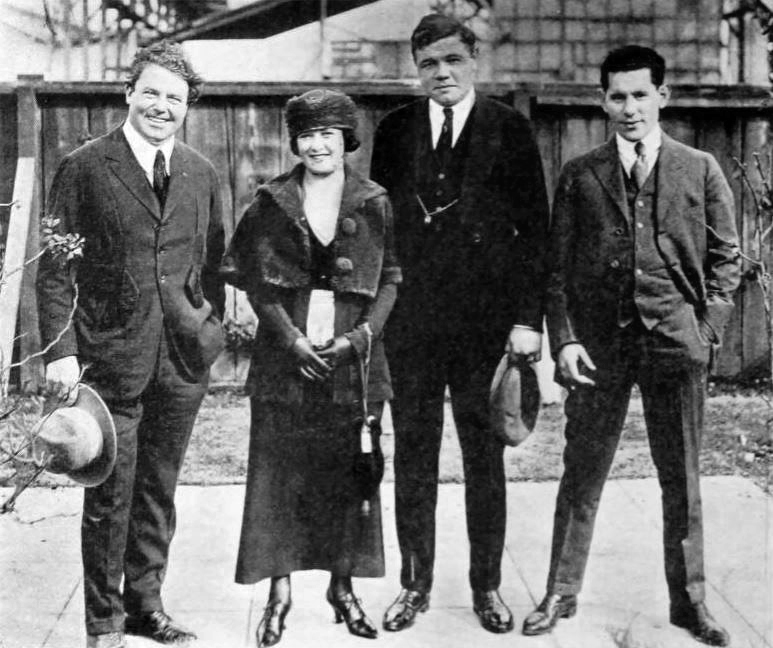
William Farnum, Helen et Babe Ruth et Sol M. Wurtzel (de g. à d.), devant le studio de la Fox Film à Hollywood, en 1920

En 1914, Sol M. Wurtzel devient le secrétaire de William Fox, fondateur de la Fox Film qui l'envoie en 1917 à Hollywood afin d'y créer un studio de production. Au sein de cette compagnie, puis de la 20th Century Fox, il produit cent-quatre-vingt-un films américains, principalement de série B (dont des westerns), depuis The Coming of the Law d'Arthur Rosson (1919, avec Tom Mix et Agnes Vernon) jusqu'à Tucson (en) de William F. Claxton (1949, avec Jimmy Lydon et Charles Russell).
Il produit notamment de nombreux films réalisés par James Tinling, dont The Last Trail (1933, avec George O'Brien et Claire Trevor), Le Dernier des Duane (1941, avec George Montgomery et Lynne Roberts) et Second Chance (1947, avec Kent Taylor et Dennis Hoey).
Mentionnons également La Vie en rose de David Butler (1929, avec Charles Farrell et Janet Gaynor), Judge Priest de John Ford (1934, avec Will Rogers et Tom Brown) et Ramona d'Henry King (1936, avec Loretta Young et Don Ameche).
Signalons aussi onze films de la série cinématographique dédiée au détective Charlie Chan, dont Charlie Chan en Égypte de Louis King (1935, avec Warner Oland et Rita Hayworth) et Charlie Chan à Honolulu de H. Bruce Humberstone (1939, avec Sidney Toler et Phyllis Brooks).
Sol M. Wurtzel meurt en 1958, à 67 ans. Il est inhumé au Hillside Memorial Park (comté de Los Angeles).

## Filmographie partielle

### Réalisations deJames Tinling
- 1933 : Arizona to Broadway
- 1933 : The Last Trail
- 1934 : Three on a Honeymoon
- 1937 : Angel's Holiday

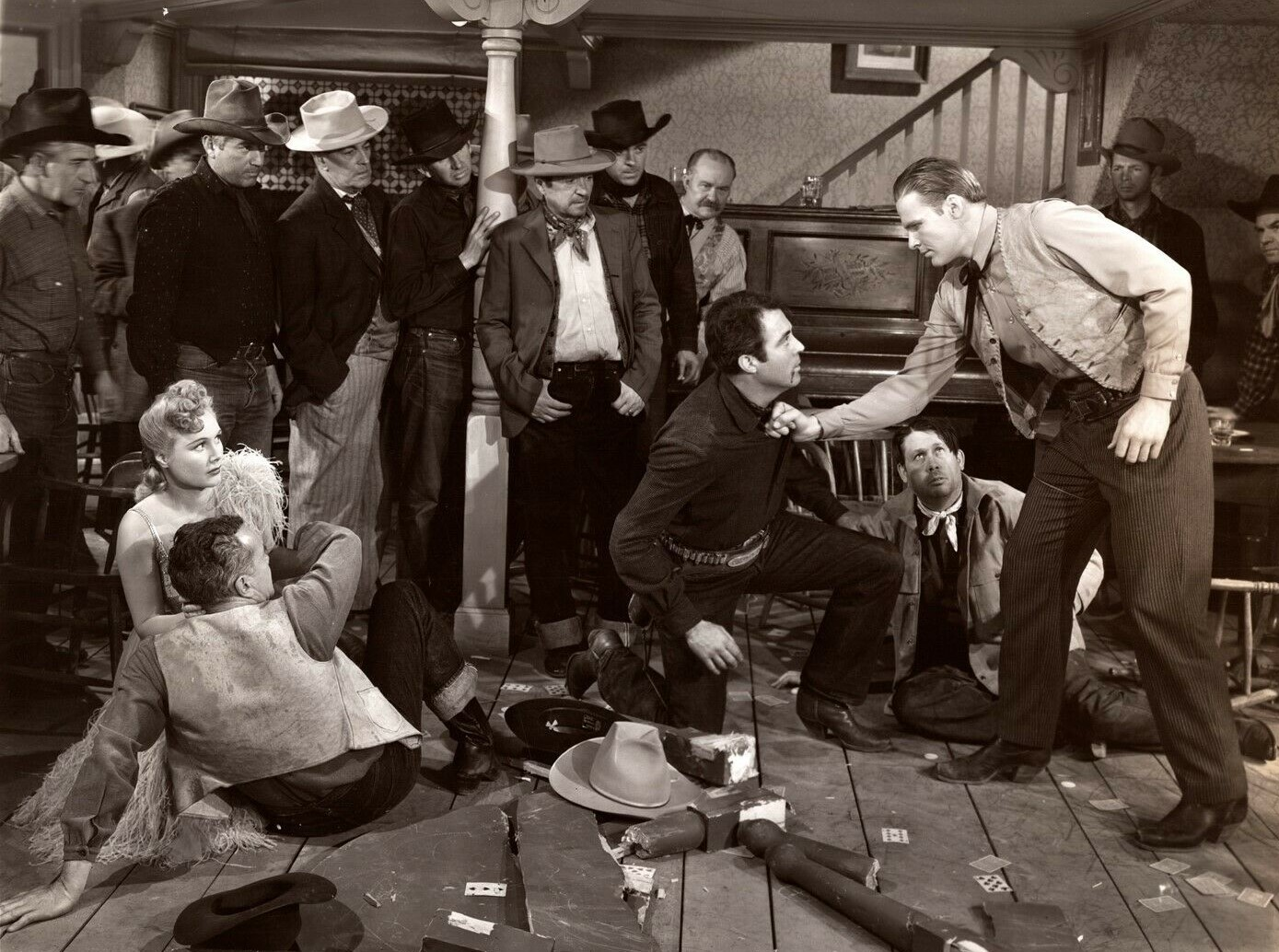
Scène de Sundown Jim (1942)

- 1937 : Petit Démon (The Holy Terror)
- 1937 : Quarante-cinq Papas (45 Fathers)
- 1938 : Sharpshooters
- 1938 : Monsieur Moto sur le ring (Mr. Moto's Gamble)
- 1938 : Change of Heart
- 1938 : Passport Husband
- 1941 : Riders of the Purple Sage
- 1941 : Le Dernier des Duane (Last of the Duanes)
- 1942 : Sundown Jim
- 1942 : Lone Star Ranger
- 1946 : Rendezvous 24
- 1946 : Dangerous Millions
- 1946 : Deadline for Murder
- 1946 : Strange Journey
- 1947 : Second Chance
- 1947 : Roses Are Red
- 1948 : Trouble Preferred
- 1948 : Night Wind

### Autres réalisateurs

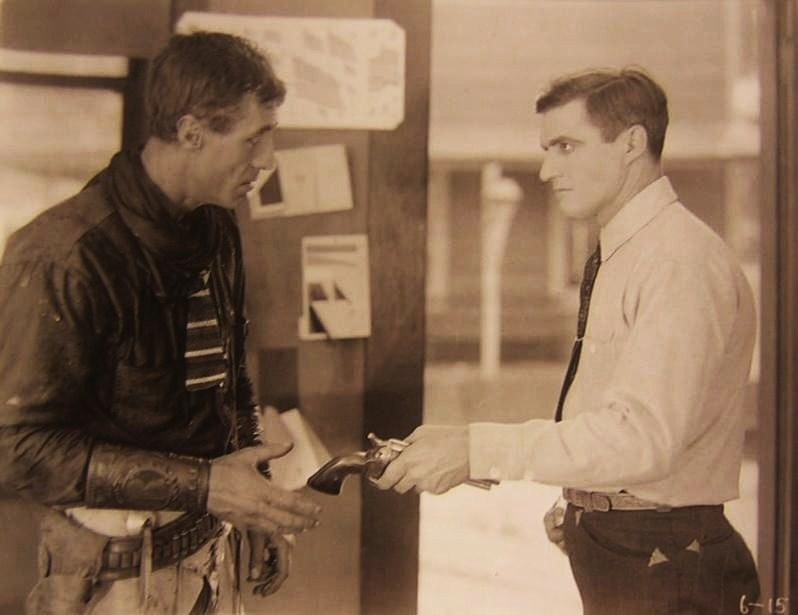
The Coming of the Law (1919), avec Sid Jordan (à g.) et Tom Mix

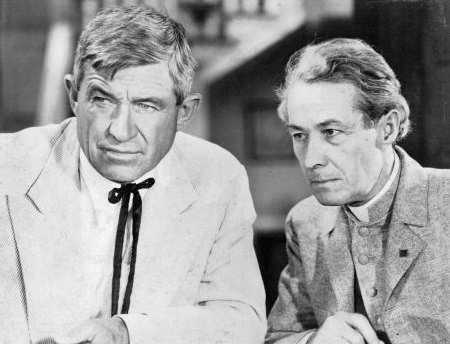
Judge Priest (1934), avec Will Rogers (à g.) et Henry B. Walthall

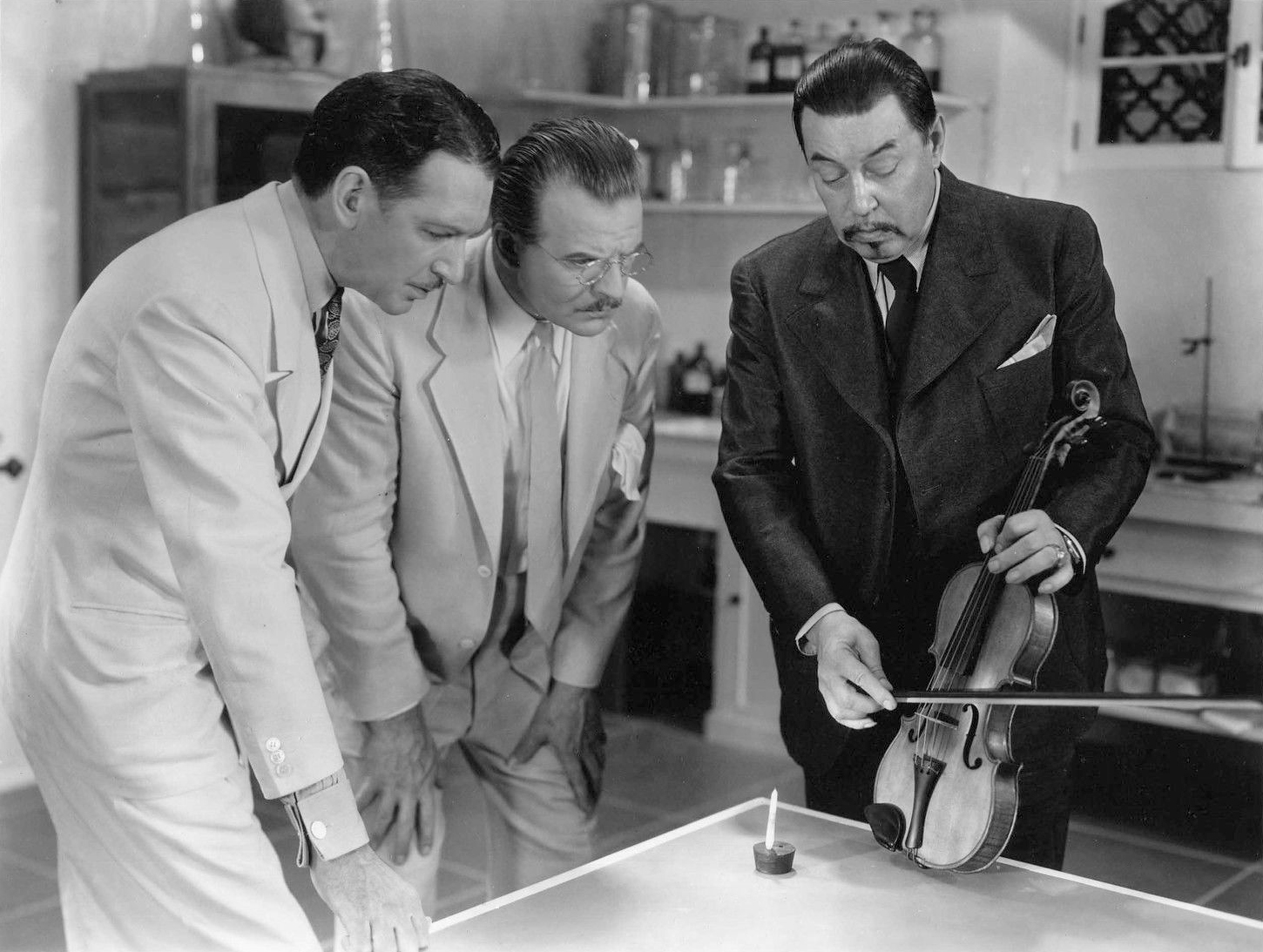
Charlie Chan en Égypte (1935, avec Jameson Thomas, Frank Conroy et Warner Oland (de g. à d.)

- 1919 : The Coming of the Law d'Arthur Rosson
- 1926 : Gagnant quand même (The Shamrock Handicap) de John Ford
- 1927 : L'Heure suprême (Seventh Heaven) de Frank Borzage
- 1929 : La Vie en rose (Sunny Side Up) de David Butler
- 1931 : Charlie Chan Carries On d'Hamilton MacFadden
- 1931 : Body and Soul d'Alfred Santell
- 1931 : Papa longues jambes (Daddy Long Legs) d'Alfred Santell
- 1933 : Charlie Chan's Greatest Case d'Hamilton MacFadden
- 1933 : Mystérieux Week-end (Broadway Bad) de Sidney Lanfield
- 1934 : Shirley aviatrice (Bright Eyes) de David Butler
- 1934 : Judge Priest de John Ford
- 1934 : La P'tite Shirley (Baby Take a Bow) d'Harry Lachman
- 1935 : Paddy O'Day de Lewis Seiler
- 1935 : L'Enfer (Dante's Inferno) d'Harry Lachman
- 1935 : Charlie Chan in Paris de Lewis Seiler
- 1935 : This Is the Life de Marshall Neilan
- 1935 : Charlie Chan en Égypte (Charlie Chan in Egypt) de Louis King
- 1935 : Steamboat Round the Bend de John Ford
- 1935 : Ginger de Lewis Seiler
- 1936 : Cargaison humaine (Human Cargo) d'Allan Dwan
- 1936 : Héros d'un soir (Song and Dance Man) d'Allan Dwan
- 1936 : Charlie Chan à l'Opéra (Charlie Chan at the Opera) de H. Bruce Humberstone
- 1936 : Les Aventures de Jeeves, valet de chambre (Thank You, Jeeves!) d'Arthur Greville Collins
- 1936 : Ramona de Henry King
- 1936 : Le Secret de Charlie Chan (Charlie Chan's Secret) de Gordon Wiles
- 1937 : Charlie Chan at Monte Carlo d'Eugene Forde
- 1937 : One Mile from Heaven d'Allan Dwan
- 1938 : Mon oncle d'Hollywood (Keep Smiling) d'Herbert I. Leeds
- 1936 : La Petite Dame de John G. Blystone
- 1939 : Charlie Chan à Honolulu (Charlie Chan in Honolulu) de H. Bruce Humberstone
- 1939 : L'Aigle des frontières (Frontier Marshal) d'Allan Dwan
- 1939 : Édition de minuit (News Is Made at Night) de Alfred L. Werker
- 1939 : Chasing Danger de Ricardo Cortez
- 1940 : Quai numéro treize (Pier 13) d'Eugene Forde
- 1940 : Murder Over New York d'Harry Lachman
- 1940 : Charlie Chan au Panama (Charlie Chan in Panama) de Norman Foster
- 1940 : Michael Shayne, Private Detective d'Eugene Forde
- 1940 : Poings de fer, cœur d'or (Sailor's Lady) d'Allan Dwan
- 1941 : Sleepers West d'Eugene Forde
- 1941 : Quel pétard ! (Great Guns) de Monty Banks
- 1941 : Dressed to Kill d'Eugene Forde
- 1942 : Time to Kill d'Herbert I. Leeds
- 1942 : Le Témoin disparu (Just Off Broadway) d'Herbert I. Leeds
- 1942 : Shanghaï, nid d'espions (Secret Agent of Japan) d'Irving Pichel
- 1942 : Fantômes déchaînés (A-Haunting We Will Go) d'Alfred L. Werker
- 1942 : The Man Who Wouldn't Die d'Herbert I. Leeds
- 1942 : Young America de Louis King
- 1943 : Les Rois de la blague (Jitterbugs) de Malcolm St. Claiir
- 1943 : Bomber's Moon d'Edward Ludwig et Harold D. Schuster
- 1944 : Le Grand Boum (The Big Noise) de Malcolm St. Clair
- 1949 : Tucson (en) de William F. Claxton